# Ceroxys urticae
Ceroxys urticae är en tvåvingeart som först beskrevs av Carl von Linné 1758.  Ceroxys urticae ingår i släktet Ceroxys och familjen fläckflugor. Arten är reproducerande i Sverige. Inga underarter finns listade i Catalogue of Life.

## Galleri

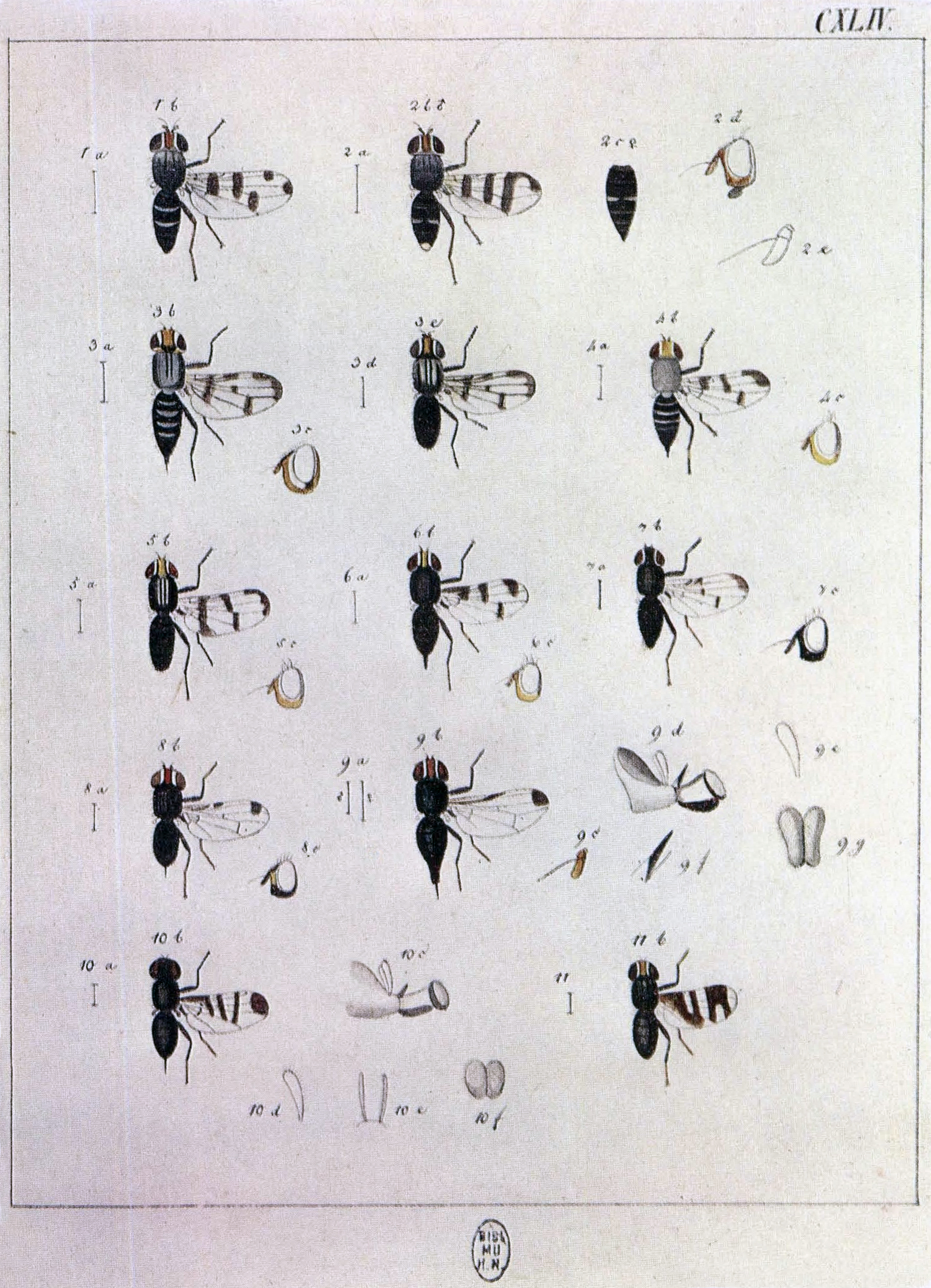
Ceroxys urticae.